# Барбара Височанська
Барбара Височанська (12 серпня 1949 , Свентохловиці ) — польська фехтувальниця на рапірах, бронзова призерка Олімпійських ігор 1980 року.

## Виступи на Олімпіадах
| Олімпіада     | Дисципліна           | Місце |
| ------------- | -------------------- | ----- |
| Мельбурн 1976 | індивідуальна рапіра | 20    |
| Мельбурн 1976 | командна рапіра      | 6     |
| Москва 1980   | індивідуальна рапіра | 3     |
| Москва 1980   | командна рапіра      | 4     |